# Maine Pyaar Kyun Kiya – Warum habe ich mich verliebt?
Maine Pyaar Kyun Kiya – Warum habe ich mich verliebt? (Hindi मैंने प्यार क्यों किया maiṃ ne pyār kyoṃ kiyā; übersetzt: Warum habe ich mich verliebt?) ist ein indischer Bollywood-Film, der am 15. Juli 2005 in die indischen Kinos kam. David Dhawan führte Regie und Seema Kar, Sohail Khan und Dhilin Mehta produzierten.
Der Film handelt von den Beziehungen eines Arztes namens Samir (Salman Khan), der sehr viele Frauengeschichten hat und sich letzten Endes zwischen zwei Frauen entscheiden muss: einer Patientin, Sonia (Katrina Kaif) mit selbstmörderischen Tendenzen (die immer dann auftreten, wenn etwas nicht so klappt, wie sie es sich wünscht) und seiner Arzthelferin Naina (Sushmita Sen).
Der Film ist eine Neuverfilmung der Hollywood-Komödie Die Kaktusblüte, die Walter Matthau, Ingrid Bergman und Goldie Hawn in den Hauptrollen hat.
Die Tagline des Filmes ist „Liar liar, love's on fire“ (wörtlich übersetzt: Lügner, Lügner, die Liebe brennt.)

## Handlung
Samir ist ein sehr erfolgreicher Arzt: Er kümmert sich nicht nur um die Krankheiten seiner Patienten, sondern auch um die Herzen seiner weiblichen Patientinnen. Die meisten Frauen verlieben sich in ihn und seinen unwiderstehlichen Charme. Die einzige Person, die nicht in ihn verliebt ist (wenigstens gibt sie es nicht zu), ist seine Arzthelferin Naina. Sie sorgt dafür, dass Samir es zu allen Terminen mit seinen Patienten und seinen vielen Freundinnen schafft.
Wann auch immer eine Frau Samir zu nahe kommt und beginnt, über Heirat zu sprechen, wird er sie mit der Ausrede los, er sei schon verheiratet. Eines Tages jedoch trifft er Sonia, eine schöne, junge Frau – und Samir ist hingerissen. Als sie von seiner „Frau“ erfährt, möchte Sonia sie kennenlernen – und Samir stellt ihm Naina und ihre Nichte und ihren Neffen als seine Frau und Kinder vor.
Um mit Sonia dennoch zusammen sein zu können, arrangiert Samir vor Gericht eine falsche Scheidung von seiner falschen Ehefrau mit der Hilfe seines besten Freundes, des Anwalts Vicky. Der wiederum flirtet mit Naina wann immer es möglich ist, obwohl er eine feste Freundin hat. Um die Dinge weiter zu komplizieren, taucht plötzlich Samirs Mutter auf, die nicht möchte, dass sich ihr Sohn von Naina scheiden lässt (und das, obwohl er gar nicht mit ihr verheiratet ist). Außerdem ist sie sehr verärgert darüber, weder zu Hochzeit noch zu Scheidung eingeladen worden zu sein. Und dann gibt es noch Sonias Nachbarn Pyare, der nicht möchte, dass Sonia Samir heiratet: Er will sie für sich selbst und Sonia scheint ihn auch zu mögen.
Die Verstrickungen aller Beteiligten in Unwahrheiten werden immer schlimmer, aber dennoch schafft es Samir schließlich, Sonia vor den Traualter zu bringen. Sonia wurde mittlerweile von Naina über Samirs Schwindeleien in Kenntnis gesetzt und macht Samir klar, dass er nicht der Richtige für sie ist: dass er eigentlich in Naina verliebt ist, die ihre Liebe dadurch bewiesen hat, dass sie Samirs ganze Maskerade mitgemacht hat. Sonia heiratet daraufhin Pyaare, während Samir zum Flughafen eilt, denn Naina möchte dem ganzen Durcheinander entkommen und nach Kanada fliehen. Samir erreicht sie mit ein wenig Glück und allerlei Umständen im richtigen Moment und schafft es, zusammen mit seiner Mutter, den Kindern und Vicky, Naina zum Bleiben zu überreden. Naina verzeiht ihm, dass er sie so schlecht behandelt hat und ihre noch gar nicht vorhandene „Ehe“ ist gerettet.

## Sonstiges
- Maine Pyaar Kyun Kiya – Warum habe ich mich verliebt? ist Beena Kaks Debüt in Bollywood; davor war sie Ministerin für Touristik von Rajasthan.
- Der dritte Khan-Bruder (neben Salman Khan und Sohail Khan), Arbaaz Khan, hat einen kleinen Gastauftritt.
- Katrina Kaifs Stimme wurde synchronisiert.
- In David Dhawans Film Mujhse Shaadi Karoge, spielt Salman Khan ebenfalls einen Charakter namens Samir Malhotra.
- Als Inspiration diente nicht nur der Film Die Kaktusblüte, sondern auch eine einzelne Episode der US-Sitcom Friends.
- Die Zwillinge aus Main Hoon Na sind Background-Tänzer in den Tanzsequenzen.